# Црква Светог Трипуна у Мрковима
Црква Светог Трипуна у Мрковима, храм је из 1866. године и припада Которској бискупији Римокатоличке цркве. Налази се између села Мркови и Клинци.
Пут од главног пута (за ауте) до цркве је поред два сухозида. Изнад полукружних врата је на оштећеној плочи натпис на латинском и спомиње се 1866. година. Изнад натписа је кружни прозорски отвор у облику розете, од стакла и гвожђа, а изнад тога је звоник са малим звоном. Црква има два прозора, са обје стране, а полукружна олтарска апсида нема прозорски отвор. У цркви су клупе, на зидовима је неколико икона и крст.
Парох луштички протојереј Никола Урдешић је рекао да се Луштичани православне вјероисповијести са посебним поштовањем опходе према овом и храму Госпе Кармилске у Росама. У цркви Светог Трипуна бискуп которски годинама уназад служи мису у недјељу по празнику Светог Трипуна. Претходних деценија су бискуп и вјерници долазили и на Божић и Васкрс, али сада све мање. Кључ од цркве Светог Трипуна и саму цркву чувао је дјед Николе Урдешића. Бринуо се о њој током многих деценија и он је отварао сваке недјеље. По предању, његови преци су саградили храм Васкрсења Лазаревог и када дјед заврши потребне суботње радње (попали кандила, очисти храм, звони уочи недјеље), он је то исто ишао да ради у храм Светог Трипуна.  То је једна од двије црква на Луштици посвећене Светом Трифуну, а друга је православна. Неке сцене комедије Игла испод прага из 2016. године су снимане и код ове цркве.

## Галерија
- У порти цркве су камени остаци старије грађевине или гробова
- Натпис изнад врата цркве
- Унутрашњост
- Унутрашњост
- Капија црквене порте
- Два сухозида, између којих је пут (обрастао у жбуње) којим се долази до цркве
- Поглед на цркву из дворишта православне цркве Светог архангела Михаила у Клинцима